# Pořežany
Pořežany (také Velké Pořežany nebo Poříčany) jsou vesnice, část obce Žimutice v okrese České Budějovice v Jihočeském kraji. Nachází se asi 3,5 kilometru jižně od Žimutic. Je zde evidováno 74 adres. V roce 2011 zde trvale žilo 97 obyvatel.
Pořežany jsou také název katastrálního území o rozloze 5,47 km².

## Historie
První písemná zmínka o vesnici pochází z roku 1379.

## Obyvatelstvo
| Rok            | 1869 | 1880 | 1890 | 1900 | 1910 | 1921 | 1930 | 1950 | 1961 | 1970 | 1980 | 1991 | 2001 | 2011 | 2021 |
| -------------- | ---- | ---- | ---- | ---- | ---- | ---- | ---- | ---- | ---- | ---- | ---- | ---- | ---- | ---- | ---- |
| Počet obyvatel | 294  | 312  | 284  | 253  | 272  | 265  | 288  | 206  | 196  | 153  | 121  | 110  | 110  | 97   | 120  |
| Počet domů     | 36   | 44   | 46   | 46   | 48   | 48   | 56   | 58   | 51   | 48   | 39   | 59   | 62   | 63   | 61   |

## Obecní správa
Při sčítání lidu v letech 1850–1975 Pořežany byly samostatnou obcí, se kterým patřily nejprve do okresu Týn nad Vltavou, ale od roku 1960 v okrese České Budějovice. Od 1. ledna 1976 jsou opět částí obce Žimutice v okrese České Budějovice. V letech 1850–1873 a od 14. června 1964 do 31. prosince 1975 k obci patřily Tuchonice.

## Pamětihodnosti
- Usedlost čp. 12
- Zemědělský dvůr čp. 35
- Schwarzenberský milník
- Mohylník

## Kultura
- Muzeum historických vozidel a staré zemědělské techniky Pořežany[9][10]